# モンクッコ・トリネーゼ
モンクッコ・トリネーゼ（伊: Moncucco Torinese）は、イタリア共和国ピエモンテ州アスティ県にある基礎自治体（コムーネ）。

## 地理

### 位置・広がり

#### 隣接コムーネ
隣接するコムーネは以下の通り。括弧内のTOはトリノ県所属を示す。
- アルブニャーノ
- アリニャーノ (TO)
- ベルツァーノ・ディ・サン・ピエトロ
- カステルヌオーヴォ・ドン・ボスコ
- チンザーノ (TO)
- マレンティーノ (TO)
- モンベッロ・ディ・トリーノ (TO)
- モリオンド・トリネーゼ (TO)
- ショルツェ (TO)

## 行政

### 分離集落
モンクッコ・トリネーゼには、以下の分離集落（フラツィオーネ）がある。
- Barbaso, Borelli, Briano, Moglia, Pogliano, Rivalta, Roasine, San Giorgio, San Giuseppe, San Paolo